# Sinningia
Sinningia  es un género de plantas fanerógamas  de la familia Gesneriaceae. Son cerca de 65 especies de herbáceas perennes tuberosas, todas de América Central y Sudamérica, con la mayor concentración de ellas en el sur de Brasil. 
La especie más conocida, Sinningia speciosa, fue originalmente introducida como Gloxinia speciosa, y aún sigue siendo conocida comercialmente como "gloxinia", aunque el verdadero género Gloxinia se distingue por tener rizomas, en lugar de tubérculos.  
Las especies de este género crecen frecuentemente en rocas y acantilados, y la mayoría son  polinizadas por colibríes o abejas; excepto Sinningia brasiliensis, polinizada por murciélagos y Sinningia tubiflora, de grandes flores tubulares blancas, intensamente pefumadas, que es aparentemente polinizada por polillas esfinge. 

## Descripción
La mayoría de las especies tienen grandes flores, brillantemente coloreadas, por eso se cultivan muchas de ellas, al igual que híbridos y cultivares, como  plantas ornamentales.  Algunas de las especies con tubérculos particularmente grandes las cultivan aficionados a los cactus y suculentas como caudiciformes, por ejemplo Sinningia leucotricha, a menudo nombrada con el viejo apelativo Rechsteineria leucotricha, la "edelweiss brasileña" por su capa de vellosidad sedosa y plateada. 
Otras especies con grandes  tubérculos son Sinningia iarae, Sinningia lineata y Sinningia macropoda.
Los géneros  brasileños Paliavana y Vanhouttea, que constan de plantas arbustivas sin tubérculos, están estrechamente emparentados con Sinningia, y recientes análisis morfológicos y moleculares (Boggan 1991, Perret et al. 2003) sugieren que estos géneros son, de hecho, especies no tuberosas de Sinningia.  Los tres géneros fueron incluidos en la tribu Gloxinieae en el sistema de clasificación de Hans Wiehler pero ahora son reconocidos en su propia tribu, Sinningieae.
Numerosos géneros, incluidos Corytholoma, Rechsteineria,  Lietzia, han sido sinonimizados como Sinningia.
Etimología
Sinningia: nombre genérico nombrado en honor de Wilhelm Sinning (1794-1874), principal jardinero del Jardín Botánico de la Universidad de Bonn.

## Especies
Alrededor de 65, entre ellas
- Sinningia brasiliensis
- Sinningia canescens
- Sinningia cooperi
- Sinningia iarae
- Sinningia incarnata
- Sinningia leucotricha (Hoehne) H.E.Moore 1973
- Sinningia lineata
- Sinningia macropoda
- Sinningia speciosa Baill. 1888
- Sinningia tubiflora